# Тюкалінськ
Тюкалінськ — місто в Омській області Росії. Адміністративний центр Тюкалінського району і Тюкалінського міського поселення.

## Географія
Місто розташоване на сході Ішимської рівнини на річці Тюкалка, в 124 км на північний захід від Омська, в 79 км на північний схід від залізничної станції Називаєвська на лінії Тюмень — Омськ.

## Історія
У 1759 році на місці сучасного Тюкалінська існувала поштова станція. З 1763 (коли Сибірський тракт було прокладено на півдні від Тари) — ямська слобода Тюкала. Найбільш правдоподібна версія походження назви — від назви річки Тюкала, через яку пролягав тракт. «TÜKAL» в перекладі з давньотюркської «повний, досконалий». У 1823 слобода отримала статус позаштатного міста.
26 листопада 1876 рік стає окружним містом Тюкалінського округу Тобольської губернії.
Наприкінці XIX століття в Тюкалінську було близько 700 житлових будинків,2 церкви, парафіяльне і двокласне училища. Жителі займалися землеробством і скотарством. На ярмарках йшла жвава торгівля хлібом, м'ясом, рибою, шкурами, хутром, великою рогатою худобою, кіньми. На початку XX століття в Тюкалінську діяли 27 фабрик і заводів, в тому числі маслоробні. У 1903 в Тюкалінську було відкрито контору з експорту вершкового масла за кордон (до Німеччини, Англії, Швеції).

## Герб
Офіційно перший герб міста з'явився в кінці Першої світової війни і відносився до нового типу гербів без зображення губернського центру на щиті. Він успадкував риси герба Омського повіту, на місці якого в свій час і було утворено Тюкалінський повіт. В описі герба було сказано:
  «У зеленому полі срібний киргизький могильний пам'ятник»  

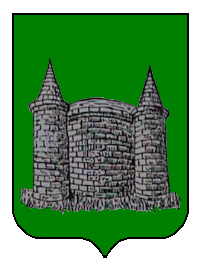
Затверджений герб. 1916—1917
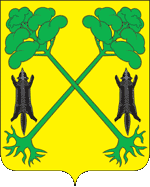
Сучасний герб. 2008

## Економіка
- Маслосироробний комбінат
- Лісгосп
- Виробництво «Сапропелі»
- ТОВ «Радість»